# Priekuļi
Priekuļi (ryska: Приекули) är en kommunhuvudort i Lettland.   Den ligger i kommunen Priekuļu novads, i den centrala delen av landet, 90 km nordost om huvudstaden Riga. Priekuļi ligger 116 meter över havet och antalet invånare är 2 532.
Terrängen runt Priekuļi är platt. Runt Priekuļi är det glesbefolkat, med 10 invånare per kvadratkilometer. Närmaste större samhälle är Cēsis, 5,2 km väster om Priekuļi. Omgivningarna runt Priekuļi är en mosaik av jordbruksmark och naturlig växtlighet.